# Osmar Ibáñez
Osmar Ibáñez (sinh ngày 5 tháng 6 năm 1988) là một cầu thủ bóng đá người Tây Ban Nha.